# András Bartay
András Bartay (maďarsky Bartay Endre, slovensky Andrej Bartay) (4. července 1799 Krásna nad Hornádom (dnes městská část Košic, maďarsky Széplak) – 4. října 1854 Mohuč) byl slovensko-maďarský divadelní ředitel, hudební skladatel a pedagog.

## Život
Nejprve působil jako městský úředník v Pešti. Roku 1829 tam založil školu zpěvu a stal se jejím prvním ředitelem. V roce 1839 uvedl v Pešti na scénu svou operu Csel (Lest), která je považována za první maďarskou komickou operu. V letech 1843–1844 byl ředitelem maďarského Národního divadla (Nemzeti Színház).
V roce 1848 odešel do Paříže, kde řídil symfonické koncerty a pro Théâtre-Lyrique napsal několik úspěšných baletů. Později působil v Hamburku, kde se věnoval převážně komponování. Zemřel v Mohuči 4. října 1854
Jeho syn, Ede Bartay (1825–1901), se stal rovněž hudebníkem a hudebním pedagogem.

## Dílo
Komponoval opery, mše, oratoria a klavírní skladby. Velká korunovační mše psaná ke korunovaci Ferdinanda I. Dobrotivého uherským králem byla uvedena v roce 1830 i v Bratislavě. Stejně tak se za řízení autora v Bratislavě v roce 1847 hrálo oratorium na památku úmrtí palatina Jozefa.
V letech 1843–1849 přepracoval pro slovenské provedení oratorium Josepha Haydna Stvoření. Toto dílo vyšlo i tiskem pod názvem Sedem Slow Ježišových.

### Opery
- Aurelia oder Das Weib am Konradstein (hrdinská opera, libreto Karl Haffner, 1837 Pešť)
- Csel (Lest, libreto I. Jakob, komická opera, 1839 Pešť)
- A magyarok Nápolyban (Maďaři v Neapoli, 1847)